# Elgeta
Elgeta (spanisch Elgueta) ist ein Ort und eine Gemeinde (municipio) mit 1.130 Einwohnern (Stand: 2024) in der Provinz Gipuzkoa in der Autonomen Region Baskenland im Norden Spaniens. 

## Lage und Klima
Elgeta liegt ca. 55 km (Fahrtstrecke) westsüdwestlich von Donostia-San Sebastián bzw. ca. 35 km nordnordöstlich von Vitoria-Gasteiz im Kantabrischen Gebirges in einer Höhe von ca. 460 m. Das von der ca. 25 km Luftlinie nördlich gelegenen Biscaya beeinflusste Klima ist gemäßigt; Regen (ca. 1277 mm/Jahr) fällt übers Jahr verteilt.

## Bevölkerungsentwicklung
| Jahr      | 1970 | 1981 | 1991 | 2001 | 2011 | 2021 |
| Einwohner | 1222 | 1152 | 1007 | 973  | 1106 | 1141 |

Der deutliche Bevölkerungsanstieg in der zweiten Hälfte des 20. Jahrhunderts ist im Wesentlichen auf die durch die Mechanisierung der Landwirtschaft und die Aufgabe kleinbäuerlicher Betriebe ausgelöste Abwanderung aus den ländlichen Gebieten der Umgebung zurückzuführen.

## Sehenswürdigkeiten

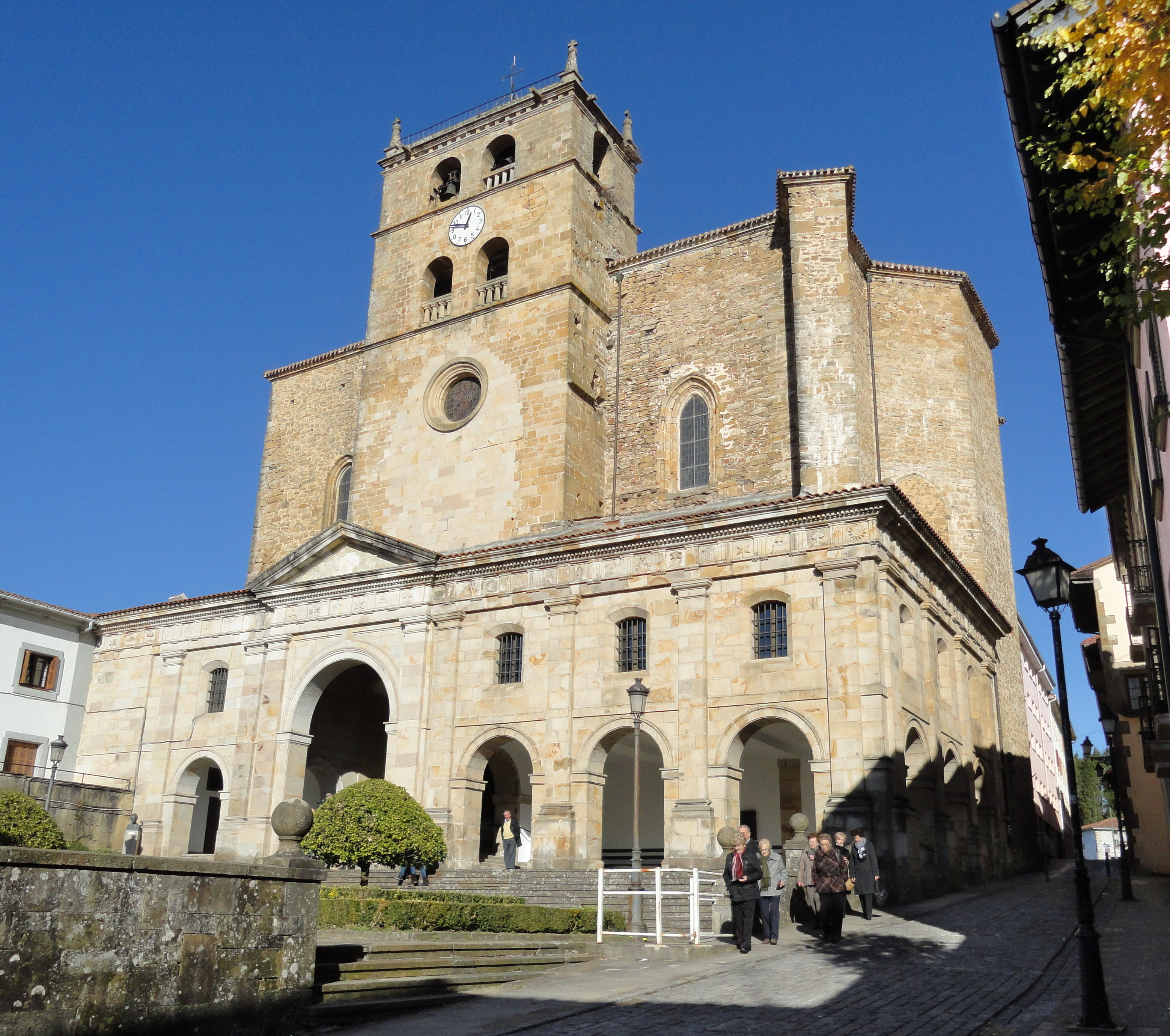
Kirche Mariä Himmelfahrt
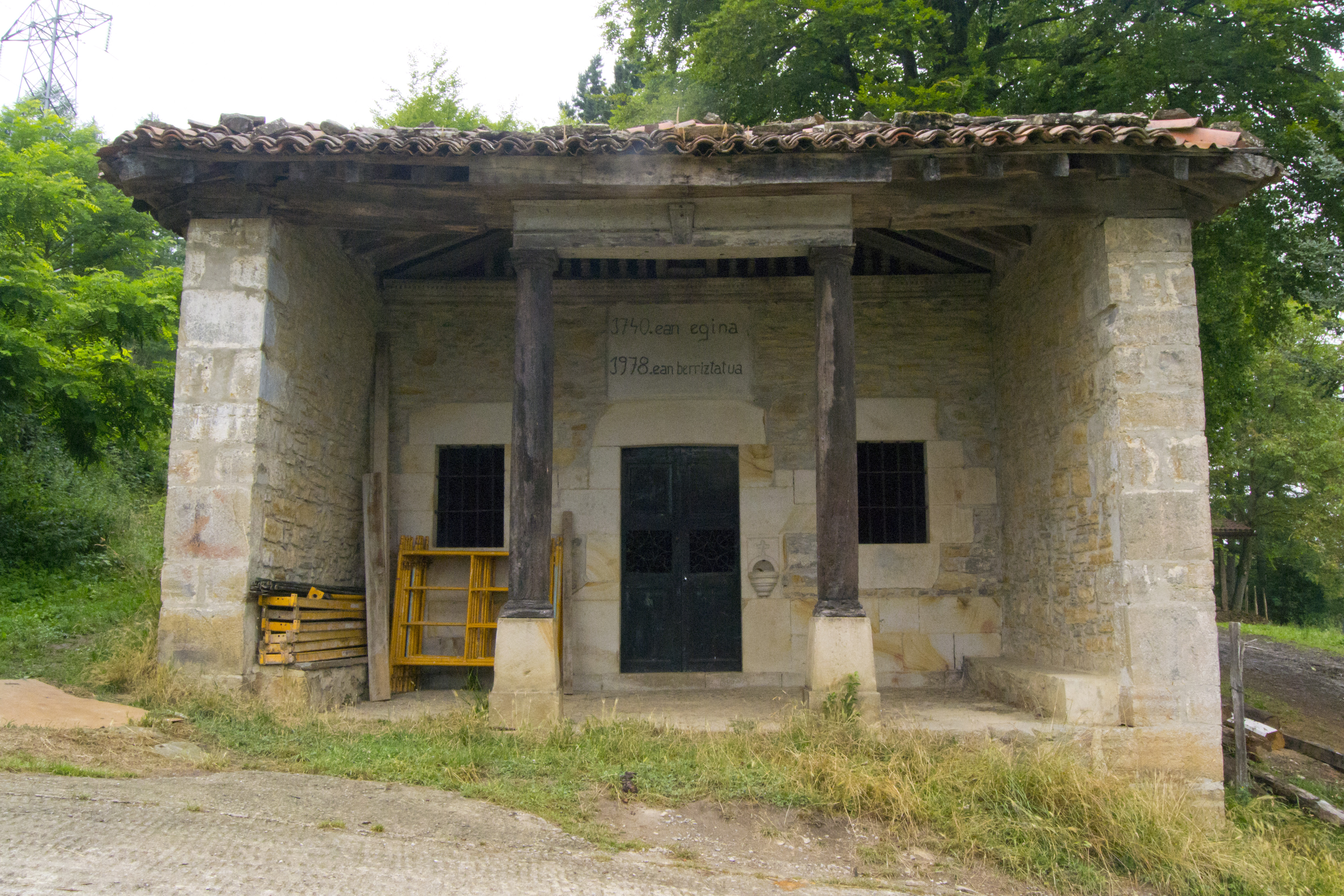
Salvatorkapelle
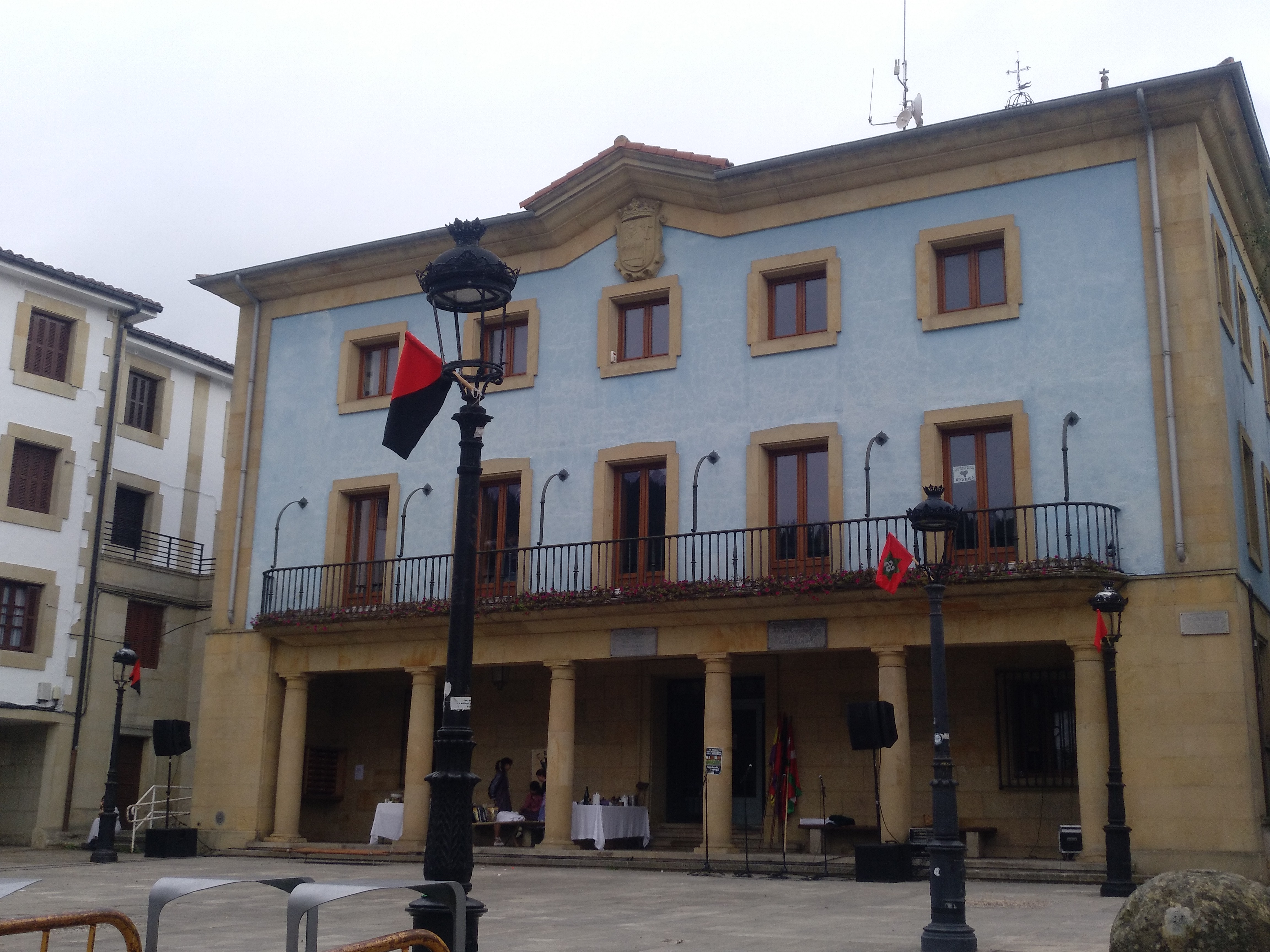
Rathaus

- Kirche Mariä Himmelfahrt
- Salvatorkapelle
- Rathaus

## Söhne und Töchter der Stadt
- Pedro Antonio Olañeta (1770–1825), Gouverneur der Provinzen am Rio de la Plata
- José Luis Elkoro (* 1935), Politiker
- Oihana Kortazar Aranzeta (* 1984), Ultramarathonläuferin
- Iñaki Olaortua (* 1993), Fußballspieler